# Internationale Cricket-Saison 1930/31
Die internationale Cricket-Saison 1930/31 fand zwischen November 1930 und März 1931 statt. Als Wintersaison wurden vorwiegend Heimspiele der Mannschaften aus Südasien, der Karibik und Ozeanien ausgetragen.

## Überblick

### Internationale Touren
| Beginn            | Heimteam   | Auswärtsteam | Resultate | Artikel |
| Beginn            | Heimteam   | Auswärtsteam | Test      | Artikel |
| ----------------- | ---------- | ------------ | --------- | ------- |
| 12. Dezember 1930 | Australien | West Indies  | 4–1 [5]   | Artikel |
| 24. Dezember 1930 | Südafrika  | England      | 1–0 [5]   | Artikel |

## Nationale Meisterschaften
Aufgeführt sind die nationalen Meisterschaften der Full Member des ICC.
| Land       | First-Class              |
| ---------- | ------------------------ |
| Australien | Sheffield Shield 1930/31 |
| Neuseeland | Plunket Shield 1930/31   |
| Südafrika  | Currie Cup 1930/31       |